# Mountainair
Mountainair – miasto w Stanach Zjednoczonych, w stanie Nowy Meksyk, w hrabstwie Torrance.